# Shuffle Tracking
Shuffle tracking är en avancerad form av korträkning och används för att besegra kasinospelet Blackjack. Det finns flera olika varianter av shuffle tracking; det handlar om att observera blandningen av korten för att på så sätt bättre kunna förutse när de höga korten kommer. 
En presentation av shuffle tracking finns i Arnold Snyders bok The Blackjack Shuffle Tracker's Cookbook.